# 饅頭岩
68°45′S 40°25′E / 68.750°S 40.417°E
饅頭岩（英語：Manjū Rock），是南極洲的岩石，位於毛德皇后地的奧拉夫王子海岸，處於多摩冰川和多摩角之間，根據日本探險隊的測量和拍攝的空中照片繪入地圖，現時由南極條約體系管理。